# روان‌شناسی فیزیولوژیک
روان‌شناسی فیزیولوژیک  یکی از شاخه‌های روان‌شناسی است. علم روان‌شناسی همچون دیگر شاخه‌های معرفت ریشه در کنجکاوی‌ها و نیازمندی‌های آدمی دارد. روان‌شناسی فیزیولوژیک که امروزه به‌عنوان یکی از شاخه‌های روان‌شناسی در دانشگاه‌ها تدریس می‌شود خود به‌مثابه رویکردی زیستی به موضوع‌های روان‌شناسی قلمداد می‌گردد که حیطه‌ای بسیار پیشرو و کارآمد است.
روان‌شناسی فیزیولوژیک به مدد پژوهش‌ها و یافته‌های تحقیقاتی سعی بر آن دارد تا به شماری از پرسش‌های کاربردی و بنیادی پاسخ دهد. بررسی مفاهیم و پدیده‌هایی همچون افسردگی، اسکیزوفرنی، هیجان، حافظه، یادگیری، رفتار جنسی و گفتار یا اختلال‌هایی همچون بی‌خوابی، پرخوری، ناخوانی، نانویسی، کنش‌پریشی‌ها و ادراک‌پریشی‌ها در سطح زیستی و عصبی٬ و بررسی ارتباط ذهن و مغز به‌عنوان یک پرسش بنیادی مورد نظر روان‌شناسان فیزیولوژیک یا عصب‌روان‌شناسان بوده و همواره با تکیه بر ابزارها و شیوه‌های پیشرفته و کارآمد به یافته‌هایی بس شگرف دست می‌یابند. چگونگی کارکرد مغز و دیگر عناصر سیستم عصبی و درون‌ریز با توجه به کالبد شناسی اندام‌های مختلف دستگاه عصبی و غددی، محور اصلی پژوهش‌های روان‌شناسی فیزیولوژیک و عصب‌روان‌شناسی است.